# Medienzentrum

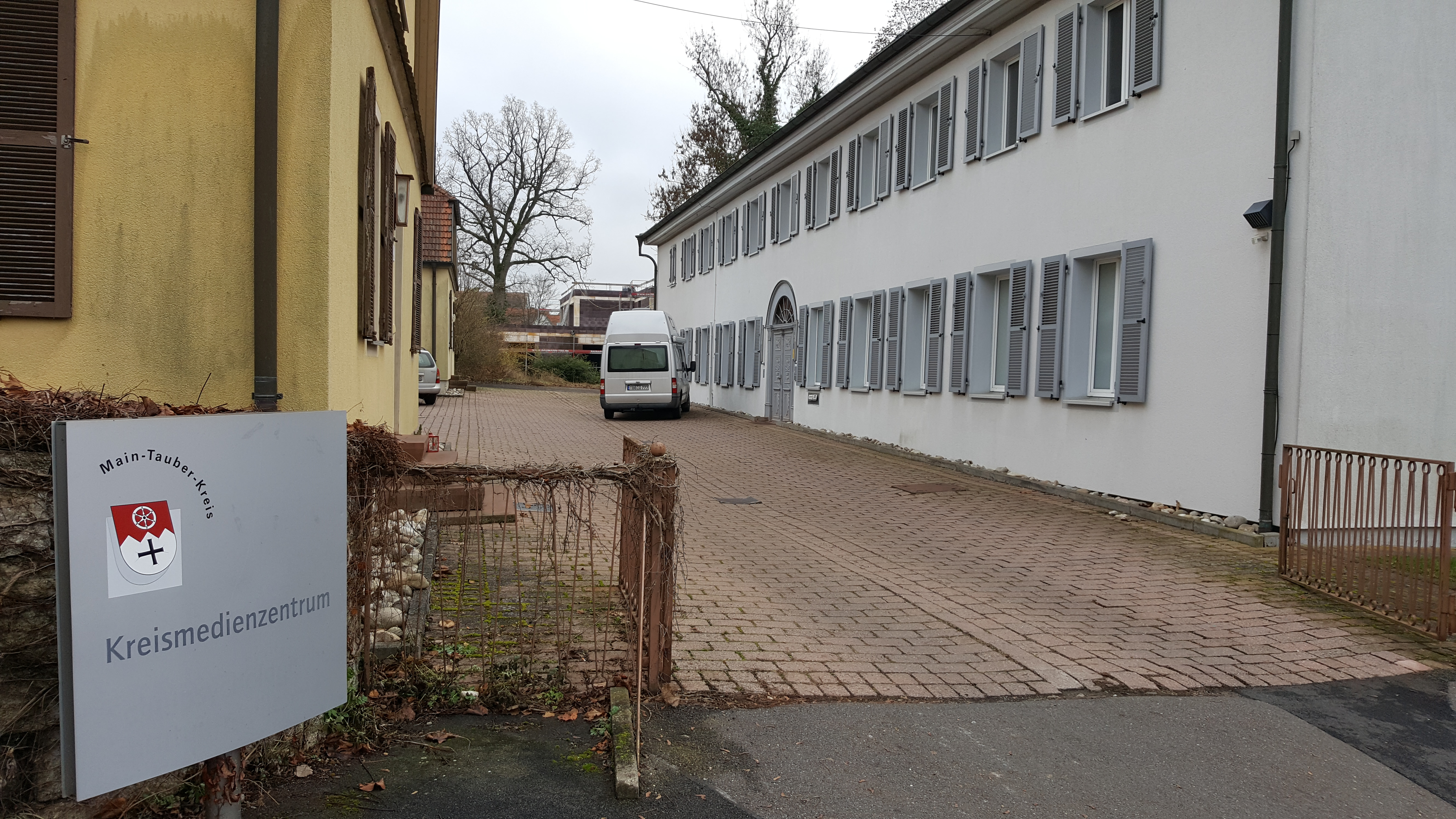
Ein Kreismedienzentrum in Tauberbischofsheim-Distelhausen in Baden-Württemberg

Medienzentren (auch Stadt- bzw. Kreismedienzentren, vormals Bildstellen) versorgen Schulen und andere Bildungseinrichtungen mit geeigneten Medien, beraten sie über deren Einsatz und bilden Lehrkräfte und Multiplikatoren medienpädagogisch und -technisch weiter. Die Förderung von Medienkompetenz, die modellhafte Entwicklung interaktiver Unterrichtsformen mit Hilfe multimedialer Werkzeuge, der Support für schulische Netze und sachgerecht erschlossene Mediendatenbanken sind Bestandteile des heutigen Programms. Medienzentren in staatlicher, kommunaler oder kirchlicher Trägerschaft folgen einem gemeinnützigen Bildungsauftrag.

## Geschichte
Die Ursprünge der Bildstellen – wie Medienzentren bis in die 1990er Jahre genannt wurden – waren Sammlungen von Lichtbildreihen für Unterricht und Forschung. Der Ausdruck Bildstelle hält sich im kunstgeschichtlichen Diskurs bis heute für Sammlungen von Fotografien zu Forschungszwecken.
Nachdem mit der Elektrifizierung und der Entwicklung von Projektoren die technischen Voraussetzung für die Präsentation von Diapositiven in der Schule geschaffen waren, begannen seit etwa 1905 zahlreiche Pädagogen den Einsatz von Lichtbildern im Unterricht zu propagieren. Um den wachsenden Bedarf an solchen Bildern zu decken, entstanden bald die ersten kommerziellen Verlage, die spezielle Diaserien für Lehrzwecke verkauften und auch verliehen. Gleichzeitig entwickelten Unternehmen wie Liesegang in Düsseldorf leicht handhabbare Projektoren.
Die erste öffentliche Bildstelle zum Verleih von Bildern in Preußen entstand wohl 1907 im schlesischen Gleiwitz. Nicht viel später – 1910/11 – entstand auch im westfälischen Soest eine Lichtbildstelle. Gründer war der Lehrer Heinrich Genau, der durch die Beschaffung und den Verleih entsprechender Bilder vor allem die Heimat- und Jugendpflege fördern wollte. 1916 wurde diese Einrichtung durch die Bezirksregierung Arnsberg als „Lichtbilderhauptstelle für die Jugendpflege im Regierungsbezirk Arnsberg“ anerkannt. Bereits 1913 war auch im rheinischen Düsseldorf eine solche Bezirksbildstelle gegründet worden. 1918 schlossen sich 62 Städte auf Reichsebene zu einem Bildspielbund zusammen mit dem Ziel, die Versorgung der Schulen mit Lichtbildern anzuregen und zu koordinieren. Ab den 1920er Jahren begannen die Bildstellen auch Unterrichtsfilme zu verleihen. Zum typischen Angebot gehörte auch die Einweisung in die Bedienung der Geräte.
1934 ordnete ein Zentralerlass des Reichsministers für Wissenschaft, Erziehung und Volksbildung die flächendeckende Gründung von Kreis-, Stadt- und Landesbildstellen an. Die Bildstellen wurden in der Folge zu einem wichtigen Instrument nationalsozialistischer Schulpolitik.
Nach 1945 kamen zusätzlich zu Diaserien und 16-mm-Filmen Schulfernsehen und Schulfunk auf; Folien für den Tageslichtprojektor sowie Gerätereparatur ergänzten das Angebot. Die VHS-Videokassette setzte sich in den 1970er Jahren durch und wurde ab den 1980er Jahren durch digitale Medien auf CD und DVD verdrängt. Seither hielten auch Software und Multimediapakete auf diesen Datenträgern Einzug. Seit Anfang des 21. Jahrhunderts etabliert sich zudem die Onlinedistribution von Medien über Breitbandnetze. Der unterrichtsbezogenen Erschließung und Begutachtung des Materials kommt dabei entscheidende Bedeutung zu.
Das flächendeckende System der Landesbildstellen, Kreis- und Stadtbildstellen ist seit den 1990er Jahren in einigen Bundesländern teilweise aufgelöst worden. Da die Ausstattung der Schulen mit Medien Aufgabe der Schulträger ist (die diese i. d. R. an die Kreise delegiert haben), haben die Länder nur beschränkten Einfluss auf den Erhalt der Medienzentren. In den meisten Ländern (wie z. B. Baden-Württemberg (siehe Landesmedienzentrum Baden-Württemberg), Sachsen, Nordrhein-Westfalen und Hessen) ist die flächendeckende Versorgung gewährleistet. In einigen Ländern übernehmen teilweise Bibliotheken, schulnahe Behörden und Dienstleister diese Aufgaben. Der traditionelle Medienverleih wird mittlerweile durch webbasierte Distributionsmodelle wie SESAM, Bildungsmediathek NRW oder das Siemens-Medienportal ergänzt.

## Organisation und Kernaufgaben
Seit den 2000er Jahren sind die meisten Medienzentren durch die dynamische Digitalisierung auch der Bildungssysteme ausgebaut worden. Dabei haben sich verschiedene Organisationsmodelle ausgebildet: Die meisten Kreis- und Stadtmedienzentren bilden Organisationseinheiten innerhalb der kommunalen Verwaltungsstruktur, einige sind in Stadtbibliotheken integriert und andere definieren sich als Teil der lokalen und regionalen Bildungsnetzwerke. Auch wenn die Arbeitsweisen und die Ressourcen der Medienzentren vor Ort durchaus sehr unterschiedlich sind, lassen sich drei Kernaufgaben definieren: die Versorgung mit digitalen Bildungsmedien, die Beratung und Unterstützung zur technischen Ausstattung sowie die medienpädagogische Qualifizierung im schulischen sowie vor- und außerschulischen Bereich.

## Andere Wortverwendungen
Einzelne Mediengesellschaften aus Film, Print und anderen Sparten bezeichnen Standorte als Medienzentrum, an denen Medien produziert, gesendet oder vermarktet werden.